# Freddie Santiago
Freddie Santiago Campos (* 1953 in Ponce) ist ein puerto-ricanischer Perkussionist.

## Wirken
Santiago, der aus einer musikalischen Familie stammt, studierte nach einer Ausbildung an der Escuela Libre de Musica in Ponce klassisches Schlagwerk am Conservatorio de Mùsica de Puerto Rico. Nach seinem Abschluss war er für einige Jahre als erster Perkussionist im Sinfonieorchester von Puerto Rico tätig. Studienreisen führten ihn nach Kuba und Brasilien.
1983 zog Santiago nach Deutschland, wo er schon seit 1981 in Peter Herbolzheimers Rhythm Combination & Brass arbeitete. Daneben wirkte er in Sigi Schwabs Percussion Academia und im Gran Prix Eurovision Orchestra, projektweise aber auch in den Bigbands der Rundfunksender; so war er beispielsweise 1992 an der Produktion Jazzpaña von Vince Mendoza und Arif Mardin mit der WDR Big Band beteiligt. Er spielte auch in Rudi Fuesers Conexiòn Latina (Un Poco Loco) und in den Bands von Joerg Reiter. Joachim Ernst Berendt lud ihn 1984 zum Percussion Summit bei den Donaueschinger Musiktagen ein. Zudem arbeitete er mit Musikern wie Flora Purim, Chick Corea, Chaka Khan, Tina Turner, Joe Jackson und Al Jarreau. Weiterhin ist er auch auf Produktionen von Charly Antolini, Max Greger junior, Stephan Diez, Frank Duval, Etienne Cap oder Stratusphunk zu hören. 
Mitte der 1990er Jahre kehrte Santiago, der auch Lehraufträge an der Musikhochschule Mannheim wahrnahm, nach Puerto Rico zurück, wo er in verschiedenen musikalischen Genres tätig war. Er ist Hochschullehrer für Schlagwerk und Perkussion an der Inter American University in San Germán. Zu seinen Schülern gehören Daniel Irigoyen, Roland Peil und Pitti Hecht.